# 1990 في سوريا
فيما يلي قوائم الأحداث التي وقعت خلال عام 1990 في سوريا.

## أحداث
- 22 مايو – الانتخابات التشريعية في سوريا 1990

## مواليد

### يناير
- 14 يناير – فدوى البوظة منافِسة أوليمبية سورية.

### مارس
- 28 مارس – زياد الخطيب لاعب كرة قدم سوري.

### مايو
- 20 مايو – أحمد الصالح لاعب كرة قدم سوري.
- 27 مايو – عدي الجفال لاعب كرة قدم سوري.

### يونيو
- 7 يونيو – محمد جعفر لاعب كرة قدم سوري.
- 11 يونيو – محمد ميدو لاعب كرة قدم سوري.

### يوليو
- 18 يوليو – أحمد كلاسي لاعب كرة قدم سوري.

### نوفمبر
- 25 نوفمبر – وائل الرفاعي لاعب كرة قدم سوري.

## وفيات

### يناير
- 1 يناير – أديب شحادة (مواليد 1936) كاتب سوري.
- 1 يناير – رشاد بن محمود فرعون (مواليد 1910) دبلوماسي وسياسي سوري.

### يوليو
- 15 يوليو – عمر أبو ريشة (مواليد 1910)